# Qubadlı (Stadt)
Qubadlı oder Kubatlu (armenisch Քաշունիք Kaschunik oder Kashunik; auch Ghubat’ly, Koubatly, Kubatly und Qubadly) ist eine Stadt in Aserbaidschan. Sie ist die Hauptstadt des gleichnamigen Bezirks und liegt am Fluss Worotan an den Ausläufern des Barguschat-Gebirges.
Im russischen Reich gehörte der Ort zum Ujesd Sangesur. Für 1886 gab der Zensus eine Einwohnerschaft von 326 schiitischen Tataren an. Für 1912 wurden 627 Einwohner, mehrheitliche Tataren, angegeben. In der Sowjetunion wurde Qubadlı Teil von Aserbaidschan und Hauptort eines eigenen Bezirks. 1962 wurde der Ort zu einer Siedlung städtischen Typs, am 24. Juli 1990 erhielt er das Stadtrecht. Qubadlı verfügte über ein Asphaltwerk, eine Geflügelfarm, einen Steinbruch, drei Schulen, zwei öffentliche Bibliotheken, ein Kulturzentrum, ein Kino und ein Krankenhaus. 1989 lebten hier 5.508 Menschen.
Die Stadt und der Bezirk wurden nach der Eskalation des Bergkarabachkonflikts zum Krieg 1993 von armenischen Truppen besetzt. Danach wurde die Stadt von der Republik Arzach unter dem Namen Kaschunik als Teil der Provinz Kaschatach verwaltet. Im Krieg um Bergkarabach 2020 brachten aserbaidschanische Einheiten Qubadlı am 25. Oktober 2020 erneut unter ihre Kontrolle.